# Nemoura taurica
Nemoura taurica är en bäcksländeart som beskrevs av Zhiltzova 1967. Nemoura taurica ingår i släktet Nemoura och familjen kryssbäcksländor. Inga underarter finns listade i Catalogue of Life.